# B'Day
B'Day은 비욘세의 두 번째 정규 음반이다. 빌보드 200차트에서 1위를 하였으며, 빌보드 탑 알앤비/힙합 앨범 차트에서도 1위를 하였다. 그 외에 영국 음반 차트, 스페인 음반 차트, 유럽 탑 100 음반 차트 등에서도 상위권을 유지하였다.

## 트랙 리스트
1. "Déjà Vu" (featuring Jay-Z)
2. "Get Me Bodied"
3. "Suga Mama"
4. "Upgrade U" (featuring Jay-Z)
5. "Ring the Alarm"
6. "Kitty Kat"
7. "Freakum Dress"
8. "Green Light"
9. "Irreplaceable"
10. "Resentment"